# Општина Илва Мика (Бистрица-Насауд)
Илва Мика (рум. Ilva Mică) општина је у Румунији у округу Бистрица-Насауд.
Oпштина се налази на надморској висини од 414 m.